# Gino Reali

Bischofswappen von Gino Reali

Gino Reali (* 28. Januar 1948 in Monteleone di Spoleto, Provinz Perugia) ist ein italienischer Geistlicher und emeritierter römisch-katholischer Bischof von Porto-Santa Rufina.

## Leben
Gino Reali besuchte das Kleine Seminar in Norcia. Anschließend studierte er Philosophie und Katholische Theologie am regionalen Priesterseminar in Assisi. Reali empfing am 31. Juli 1971 durch den Bischof von Norcia, Alberto Scola, das Sakrament der Priesterweihe. Nach weiterführenden Studien erwarb er 1973 an der Päpstlichen Universität Gregoriana in Rom ein Lizenziat im Fach Dogmatik und 1975 an der Päpstlichen Lateranuniversität ein Lizenziat im Fach Kanonisches Recht.
Von 1971 bis 1997 wirkte Gino Reali als Pfarrer in Agriano, Ospedaletto und Alena. Ab 1976 war er zudem Richter am Kirchengericht der Kirchenregion Umbrien und ab 1985 Kanoniker an der Kathedrale Santa Maria Argentea in Norcia. Daneben war Reali von 1975 bis 1986 als Verantwortlicher für die sozialen Kommunikationsmittel und als Direktor der Kirchenzeitung des Bistums Norcia tätig. Von 1981 bis 1998 unterrichtete er außerdem am Klassischen Gymnasium in Norcia. 1985 wurde Reali Generalvikar des Bistums Norcia.
In Folge der Vereinigung des Erzbistums Spoleto und des Bistums Norcia wurde Gino Reali am 30. September 1986 in den Klerus des neuen Erzbistums Spoleto-Norcia inkardiniert und wurde dessen Generalvikar. 1991 wurde er zudem Kanoniker an der Kathedrale Santa Maria Assunta in Spoleto sowie 1995 Direktor des Büros für die kirchlichen Kulturgüter der Kirchenregion Umbrien und deren Delegat bei der Region Umbrien. Ab 1997 war Reali zusätzlich als Präsident des diözesanen Instituts für die Versorgung der Kleriker und als Kaplan an der Polizeischule in Spoleto tätig sowie ab 1998 als Pfarrer der Pfarrei San Pietro in Spoleto.
Am 23. Februar 2002 ernannte ihn Papst Johannes Paul II. zum Bischof von Porto-Santa Rufina. Der Erzbischof von Spoleto-Norcia, Riccardo Fontana, spendete ihm am 7. April desselben Jahres in der Kathedrale Santa Maria Assunta in Spoleto die Bischofsweihe; Mitkonsekratoren waren der Erzbischof von Cagliari, Ottorino Pietro Alberti, und der Erzbischof von Siena-Colle di Val d’Elsa-Montalcino, Antonio Buoncristiani. Die Amtseinführung erfolgte am 5. Mai desselben Jahres. Sein Wahlspruch Nihil Christo præponere („Nichts Christus vorziehen“) stammt aus der Regula Benedicti (RB 72,10). Vom 20. März 2010 bis 19. Februar 2011 war Gino Reali zudem Apostolischer Administrator des vakanten Bistums Civitavecchia-Tarquinia.
Papst Franziskus nahm am 5. Mai 2021 das von Gino Reali aus Gesundheitsgründen vorgebrachte Rücktrittsgesuch an.